# Canterbury Song
Canterbury Song ist ein Jazzalbum von Tony Coe. Die am 28. und 29. November 1988 in den Boathouse Studios, London entstandenen Aufnahmen erschienen 1989 auf Hot House Records.

## Hintergrund
Tony Coe spielte auf diesem Album zusammen mit drei amerikanischen, zu dieser Zeit in Europa lebenden Musikern, dem Trompeter Benny Bailey, dem Pianisten Horace Parlan und dem Bassisten Jimmy Woode. Hinzu kam für diese Session der Schlagzeuger Idris Muhammad. Dabei spielte Coe zwei seiner Eigenkompositionen (darunter das Titelstück) und sechs weniger gespielte Standards, darunter Jule Stynes Torch Song „I Guess I'’ll Hang My Tears Out to Dry“ von 1944 und Thelonious Monks „Light Blue“, von dessen Album Thelonious in Action (1958).

## Titelliste
- Tony Coe: Canterbury Song (Hot House Records HHCD 1005)[1]

1. Canterbury Song (Coe) 9:25
2. How Beautiful Is the Night (Robert Farnon) 5:24
3. Light Blue (Thelonious Monk) 5:12
4. Some Time Ago (Sergio Mihanovich) 6:52
5. Re: Person I Knew (Bill Evans) 5:16
6. I Guess I’ll Hang My Tears Out to Dry (Jule Styne, Sammy Kahn) 6:06
7. Lagos (Coe) 7:05
8. Blue ’n Green (Bill Evans, Miles Davis) 6:18
9. Morning Vehicle (Coe) 6:39

## Rezeption
Scott Yanow verlieh dem Album in Allmusic drei Sterne und schrieb, Tony Coe sei ein großartiger englischer Tenorsaxophonist und Klarinettist, der im Laufe der Jahre [stilistisch] flexibel gewesen sei; so war er in der Lage, sowohl mit Bop- orientierten als auch in frei spielenden Konstellationen vertraut zu sein. Coe sei auf dieser Quintett-LP in ausgezeichneter Form. Musikalisch sei dies in Ordnung, wenn auch nicht allzu innovativ oder einprägsam, und sie sollte Hörer des modernen Mainstream Jazz zufriedenstellen.
Die Kritiker Richard Cook und Brian Morton verliehen dem Album im Penguin Guide to Jazz die zweithöchste Bewertung und schrieben, Canterbury Song sei eine entspannte – manchmal täuschend entspannte – Session, die eine nahezu perfekte Materialauswahl mit einer Band von Amerikanern mit gutem Stammbaum kombiniere, von denen einige Coe zuvor in Europa und in der Kenny Clarke/Francy Boland Big Band gearbeitet hatte. Das abschließende „Morning Vehicle“ sei ein faszinierendes Thema, das Coes hervorragendes Klarinettenspiel hervorhebe. Parlans straffe Akkorde würden sich zu einem Duo „Blue in Green“ öffnen, das einen Teil des harmonischen Terrains neu erfinde, und zu „Re: Person I Knew“, wo Coes unverwechselbare Sopransaxophontöne perfekt eingesetzt würden.
Ian Carr hebt das Album im Jazz - Rough Guide als eines der bedeutendsten in Tony Coes Diskographie hervor; Coe, „der außergewöhnliche Jazzmann“, zeige sich hier in einer Darbietung von Standards und einigen seiner exzellenten Kompositionen. Die Rhythmusgruppe koche, und Benny Bailey spiele wie immer hervorragend.